# Елія Софія
Елія Софія (*Aelia Sophia, бл. 530  —після 601) — імператриця та регент Візантії.

## Життєпис

### Молоді роки
За походженням була фракійкою або з готських федератів. Донька Сітти, magister militum per Orientem (військового магістра Сходу), та Коміто, яка в свою чергу була сестрою імператриці Феодори (дружини Юстиніана I). Народилася близько 530 року, отримавши ім'я Софія. У 539 році загинув її батько й Софія опинилася під опікою імператриці Феодори. Остання влаштувала шлюб Софії з небожем Юстиніана I — Юстином, який в подальшому став куропалатом. Спочатку сповідувала монофізитство, але оскільки Юстин намагався стати спадкоємцем, то перейшов до православ'я. Це ж зробила Софія.

### Імператриця
У 565 році після смерті Юстиніана I чоловік Софії зумів за підтримки знаті стати новим володарем імперії. Тоді ж Софія отримала титул Августи, додавши за традицією до ім'я Елія. Стала першою імператрицею, яку зобразили на монеті поруч з чоловіком з імператорською інсигнією рівного достоїнства до імператора.
З самого початку отримала значний вплив на чоловіка-імператора. Останньому Софія намагалася допомогти зміцнити владу. Так, на думку деяких дослідниці ініціювала вбивство Юстина, що мав більш вагові претензії на трон. У 568 році сприяла звільненню з посади екзарха Нарсеса, чим ненавмисне сприяла послабленню оборони Італії, яку досить швидко захопили лангобарди.
Разом з чоловіком здійснювала церковну політику з примирення прихильників православ'я з монофізитства, але імператор з імператрицею не досягли успіхів. Тому знову почали переслідувати монофізитів. При цьому встановлено гарні стосунки з римським папою Іоанном III.
Водночас вплинула на проведення нової фінансової політики, яка полягала в зменшенні надання кредитів банкірам й лихварям, а навпаки — у стягненні боргів за виплатами, які надав попередній імператор. За рахунок цього була частково відновлена скарбниця. До того ж цього вимагала ситуація на східному кордоні, де Юстин II продовжив збереження миру з Персією через виплату значних коштів.

### Регент
У 572 році Юстин II вирішив відмовити Персії у виплаті грошей, що спричинило нову війну. У 573 році перси захопили важливе місто-фортецю Дару в Месопотамії, що спричинило психічну кризу імператора, який на деякий час не зміг виконувати свої обов'язки. За цих обставин вона того ж року домоглася укладання нового миру з Персією, який було укладено 574 року з умовою виплати Візантією 30 000 номісм щорічно.
Водночас вона змусила чоловіка всиновити та оголосити цезарем коміта екскубіторіїв Тиберія, з яким стала спільно правити, оскільки мала титул Августи. Але невдовзі вступила у конфлікт з цезарем Тиберієм, оскільки виступала за зменшення витрат, а Тиберій — за збільшення видатків на військо.
При цьому Елія Софія планувала вийти заміж за Тиберія, тому заборонила дружині останнього Іно Анастасії з'являтися у Великому палаці, а потім змусила залишити столицю імперії.

### Боротьба з імператором Тиберієм
У 578 році Юстин II зробив цезаря Тиберія співімператором, а невдовзі після цього помер. Елія Софія звернулася до константинопольського патріарха Євтихія, щоб той розлучив імператора Тиберія II Костянтина й оженив їх, але Тиберій відмовився, а натомість зробив Іно Анастасію Августою. Це викликала ненависть Елії Софії, яка того ж року влаштувала змову з Юстиніаном, небожем імператора Юстиніана I, з метою повалення імператора Тиберія II. Але її було викрито, а прихильників Софії покарано.
Проте Елія Софія зберегла свій статус, оскільки становище нового імператора було хитким. Тому у 579 році вона знову з Юстиніаном влаштувала змову, яка вдруге була викрита. після цього Елію Софію було заслано до палацу за межами Константинополя.
У 582 році після смерті Тиберія II повернулася до Великого палацу. Як старша Августа отримала право обрання нового імператора. Її вибір впав на Маврикія, але той, отримавши владу, оженився на доньці Тиберія II. 
Елія Софія зберігала титул Августи за нового імператора Маврикія. У 602 році після повстання Фоки і вбивства Маврикія виїхала з Константинополя. У 608 році Фоку скинув Іраклій , який став новим імператором. Після цього Елія Софія остаточно втратила владу. Померла в Константинополі у 610 році.

## Родина
Чоловік — Юстин II
Діти:
- Юст (д/н—до 565)
- Арабія Вібіна, дружина Бадуарія, куропалата і Равеннського екзарха